# Municipio de Bartlett (Misuri)
El municipio de Bartlett (en inglés: Bartlett Township) es un municipio ubicado en el condado de Shannon en el estado estadounidense de Misuri. En el año 2010 tenía una población de 443 habitantes y una densidad poblacional de 3,78 personas por km².

## Geografía
El municipio de Bartlett se encuentra ubicado en las coordenadas 36°58′6″N 91°25′12″O / 36.96833, -91.42000. Según la Oficina del Censo de los Estados Unidos, el municipio tiene una superficie total de 117.22 km², de la cual 117,22 km² corresponden a tierra firme y (0 %) 0 km² es agua.

## Demografía
Según el censo de 2010, había 443 personas residiendo en el municipio de Bartlett. La densidad de población era de 3,78 hab./km². De los 443 habitantes, el municipio de Bartlett estaba compuesto por el 97,74 % blancos, el 1,35 % eran amerindios y el 0,9 % eran de una mezcla de razas. Del total de la población el 0,68 % eran hispanos o latinos de cualquier raza.